# Александар Веселиновић
Александар Веселиновић (Обровац, 23. мај 1970) бивши је српски фудбалер, а садашњи фудбалски тренер.

## Играчка каријера
Веселиновић је рођен у Обровцу у Хрватској (тадашња СФРЈ), а фудбалом је почео да се бави у Велебиту из Бенковца. Убрзо као талентован играч прелази у сплитски Хајдук, а потом је у млађим категоријама играо и у Црвеној звезди. Професионално је почео да игра у београдском Раду. Потом је носио дресове Бечеја, нишког Радничког, Моленбека (Белгија), Ариса (Грчка), Спартака из Варне (Бугарска), да би каријеру завршио у Хајдуку са Лиона.

## Тренерска каријера
По завршетку тренерске школе је отворио школу фудбала у Футогу. Добар рад са децом, Веселиновићу је отворио врата Русије, одакле је 2006. добио позив да буде координатор новоотворене фудбалске академије у Ростову. Пуних осам и по година провео је на челу те академије, из које су бројни играчи стекли статусе младих репрезентативаца Русије, после чега је уследио први ангажман у сениорском фудбалу и одлазак у литванску Судуву.
У априлу 2017. је постављен за тренера Војводине, али је истог месеца поднео оставку. У јуну 2017. је преузео суботички Спартак. Као тренер Спартака је у сезони 2017/18. бележио добре резултате, и одвео је Суботичане у плеј-оф домаћег првенства након чега је 9. априла 2018. напустио клуб и поново преузео Војводину. У свом другом мандату на клупи Војводине, предводио је новосадски клуб на укупно 14 утакмица, при чему је остварио учинак од четири победе, три ремија и седам пораза. Смењен је са места тренера Војводине 7. септембра 2018. У мају 2019. је постављен за тренера Чукаричког. Водио је Чукарички до септембра 2020, када је преузео Ал Дафру из Уједињених Арапских Емирата. Почетком 2021. године је добио отказ у Ал Дафри. У марту исте године је преузео Ал Батин из Саудијске Арабије.